# 83
Năm 83 là một năm trong lịch Julius. 